# El camino de Sagebrush
El camino de Sagebrush es un mediometraje estadounidense de 1933 protagonizado por John Wayne y dirigido por Armand Shaefer. Es el segundo wéstern de bajo presupuesto —tras Jinetes del destino— de los ocho que el actor se había comprometido a encabezar para la productora Lone Star.

## Sinopsis
John Brandt escapa de la cárcel donde cumple condena por asesinato y huye hacia el Oeste. Perseguido por el sheriff de Sagebrush, lo elude sumergiéndose bajo el agua de un lago. Al salir, es acogido por Jones, un forajido que le invita a unirse a su banda. Brandt acepta y entabla amistad con Jones aunque el jefe de los bandidos desconfía de él. Cuando Jones le lleva a atracar el almacén del pueblo, Brandt deja una nota de advertencia que lee Sally, la hija del propietario. Cuando Jones y Brandt acuden a robar por la noche, el segundo recibe un disparo.
Brandt se refugia durante un par de semanas en la posada de Pete «El Ciego» para restablecerse y mantiene una relación sentimental con Sally. Cuando Jones le dice que la banda va a asaltar la diligencia, Brandt se anticipa, esconde el botín y le dice a Sally que se lo entregue al sheriff. Los bandidos sospechan de Brandt y Jones le visita. Una vez juntos, le cuenta que él es el hombre que cometió el asesinato por el que Brandt fue condenado, lo que hace que este aproxime la mano a la pistola; sin embargo, al decirle que no se enteró de que otro hombre fue condenado en su lugar, cambia de actitud.
Cuando vuelven a la guarida de los bandidos, Jones, celoso al descubrir que Brandt parte para visitar a Sally, se une a las sospechas del jefe y le anima a que asesine a su compañero si vuelve solo. Brandt cita a Sally en la posada de Pete, pero el sheriff y su ayudante la siguen. Cuando van a detener a Brandt y Jones, Sally les ayuda a escapar. Jones huye a caballo consciente de que Brandt morirá cuando vuelva a la guarida pero, cuando ve a Sally, esta le revela que ha vendido al único amigo que tiene, ya que Brandt le había perdonado a pesar de saber que era el autor del crimen que había cometido. Esto hace que Jones corra a salvar a su compañero.
Jones y Brandt se enfrentan a toda la banda y huyen en la diligencia que esta ha robado previamente. Son perseguidos por los forajidos que, a su vez, son perseguidos por el sheriff y su patrulla. Brandt se separa de su compañero y va poniendo fuera de combate a los bandidos, pero Jones resulta herido de muerte. Cuando el sheriff les alcanza, Jones confiesa antes de fallecer ser el autor del crimen por el que Brandt fue condenado. Este queda exculpado y en compañía de Sally.

## John Wayne
A diferencia de su anterior papel en Jinetes del destino, donde interpretaba a un agente del gobierno federal, en esta ocasión John Wayne encarna a un presidiario que cumple una injusta condena por asesinato. Al comienzo, huye de una prisión situada en el Este y viaja hacia el Oeste para encontrar al auténtico culpable. En su fuga, se incorpora a una banda de forajidos, pero en todo momento intenta respetar la justicia e impedir sus robos. Mientras tanto, se enamora de la joven Sally. John Brandt es un hombre fuerte y de pocas palabras, que se expresa a través de sus puños y su pistola. Un cartel de la época muestra al alto y delgado actor enfundado en una ajustada camisa roja y tejanos oscuros, luciendo un sombrero negro y pañuelo al cuello. La funda cuelga vacía en su cadera mientras sostiene el revólver que apunta directamente al espectador.
El tema del fuera de la ley honesto que defiende la justicia era muy popular en la época de la Gran Depresión, cuando muchas familias subsistían elaborando bebidas alcohólicas gracias a destilerías clandestinas . Muchos espectadores se identificaban con los infractores de las leyes al tiempo que deseaban una solución legal a sus problemas. No obstante, las reseñas periodísticas se limitaron a señalar el atractivo físico del actor.

## Reparto

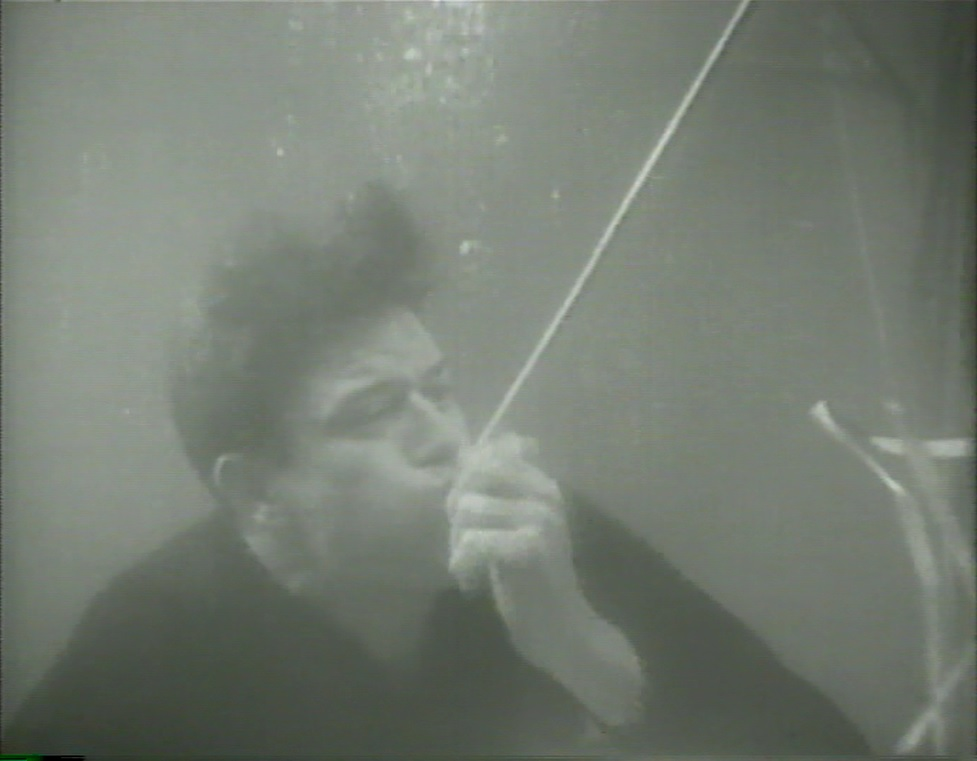
Brandt escapa del sheriff sumergiéndose en una laguna.

Los actores principales fueron los siguientes:
| Actor          | Rol                  |
| -------------- | -------------------- |
| John Wayne     | John Brandt          |
| Nancy Schubert | Sally Blake          |
| Lane Chandler  | Bob Jones            |
| Yakima Canutt  | Ed Walsh             |
| Henry Hall     | Señor Blake          |
| Wally Wales    | Ayudante del sheriff |
| Art Mix        | Un sicario           |
| Bob Burns      | Sheriff Parker       |

## Yakima Canut

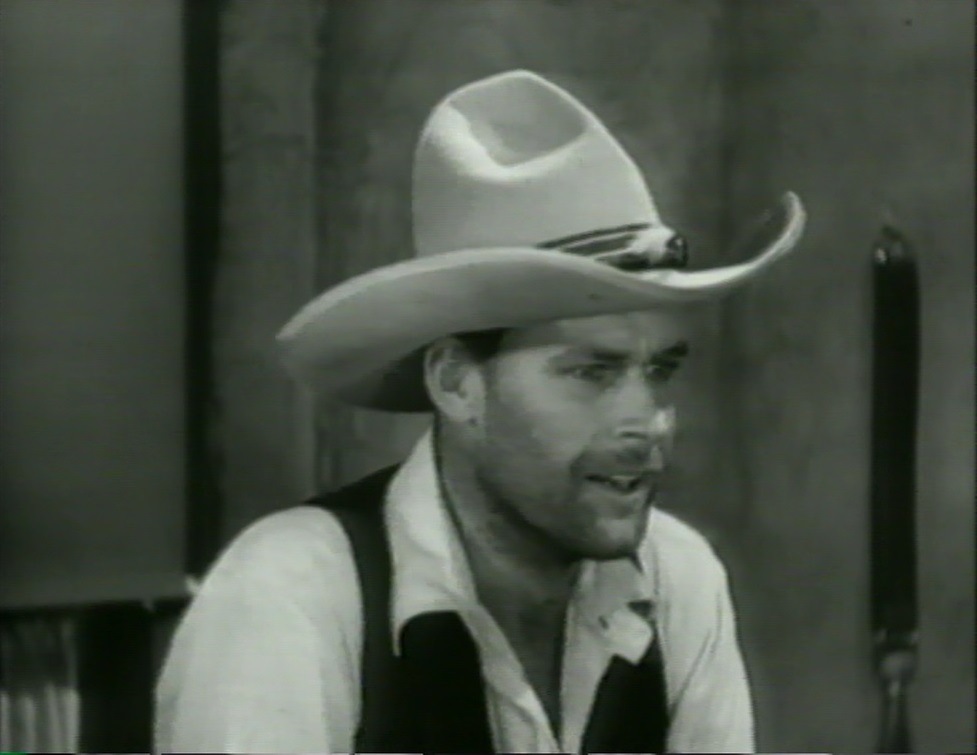
La relación de Brandt con Jones es más compleja de lo habitual en este tipo de filmes.

Como en Jinetes del destino, la película volvió a contar con la doble participación de Yakima Canutt, actor y especialista. Su papel vuelve a ser secundario, aunque esta vez interpreta al jefe de la banda de forajidos. Pero su principal función volvió a ser la de doble de acción. Antiguo campeón de rodeo, Canutt fue el primer especialista digno de tal nombre, y está considerado por algunos autores como el mejor de la historia del cine. Enseñó a Wayne a simular las peleas con un estilo más realista que el empleado por otros actores, a caer del caballo, a desenfundar y a mejorar su característica forma de caminar.

## Equipo técnico
El guion era poco imaginativo y, aunque algunos ven en él una típica historia de falso culpable al estilo de las de Alfred Hitchcock, no dejaba de ser una nueva versión de la película de 1931 Partners of the Trail. El guionista Lindsley Parsons trabajaba en publicidad antes de comenzar a realizar pequeños trabajos para Monogram Pictures. Pronto comprobó que la escritura de guiones estaba mejor remunerada y comenzó a escribir diálogos para John Wayne. Parsons llegaría a desempeñar un papel importante en la formación artística del joven actor. Según contó más tarde, Wayne se mostraba muy inseguro como intérprete, de manera que el guionista procuraba redactarle diálogos sencillos con los que fuera tomando confianza, y evitaba los discursos largos.
En esta ocasión el director fue Armand Schaefer, quien, aunque resolvió la película con cierta eficacia, no consiguió que obtuviera la popularidad de otras protagonizadas por John Wayne para Lone Star.